# Speleostrophus nesiotes
Speleostrophus nesiotes är en mångfotingart som beskrevs av Hoffman 1994. Speleostrophus nesiotes ingår i släktet Speleostrophus och familjen Trigoniulidae. Inga underarter finns listade i Catalogue of Life.